# علي العيسى
علي العيسى، من مواليد 2 مارس 1984، لاعب كرة قدم كويتي، ويشغل مركز حراسة المرمى.
شارك علي العيسى لأول مرة مع نادي القادسية الكويتي في تاريخ 8 نوفمبر 2003، ولعب مباراة قوية أمام نادي الكويت، وانتهت بفوز نادي القادسية الكويتي بهدف مقابل لا شيء، وبعدها سافر إلى خارج الكويت لكي يواصل دراسته، وفي موسم 2006/2007 عاد إلى صفوف نادي القادسية الكويتي، وفي موسم 2007/2008 أعير إلى نادي اليرموك، وتعد هذه الضفقة تمهيدا لانتقال حارس نادي اليرموك حميد القلاف إلى نادي القادسية الكويتي.

## إنجازاته
- كأس الأمير (مرة واحدة) : 2006/2007
- الدوري الكويتي (مرة واحدة) : 2003/2004
- كأس الاتحاد الكويتي (مرة واحدة) : 2007/2008